# Podwiesk
Podwiesk – wieś w Polsce położona w województwie kujawsko-pomorskim, w powiecie chełmińskim, w gminie Chełmno.

## Podział administracyjny
Do 1954 roku miejscowość była siedzibą gminy Podwiesk, następnie do 1961 r. była siedzibą gromady Podwiesk, po jej zniesieniu w gromadzie Dolne Wymiary. W latach 1975–1998 miejscowość administracyjnie należała do województwa toruńskiego.

## Demografia
Według Narodowego Spisu Powszechnego (III 2011 r.) wieś liczyła 347 mieszkańców. Jest szóstą co do wielkości miejscowością gminy Chełmno.

## Historia
Wieś związana była historycznie z ziemią chełmińską na Pomorzu Nadwiślańskim. Ma metrykę średniowieczną i istnieje co najmniej od pierwszej połowy XIII wieku. Wymieniona została po raz pierwszy w łacińskim w dokumencie z 1222 jako "Poresch, Poyesk, Podigest, Podegest", 1534 "Podwiesk".
Tereny, na których powstała miejscowość były jednak zasiedlone znacznie wcześniej. W okolicy wsi archeolodzy zlokalizowali grodzisko wczesnośredniowieczne. Miejscowość była początkowo własnością książęcą, a później kościelną. W 1222 książę mazowiecki Konrad I nadał biskupowi Chrystianowi z Oliwy wieś Podwiesk, którą wcześniej posiadał komes Żyra.
Zachowała się treść dokumentu z początku XIV wieku dotycząca miejscowości. W 1322 Podwiesk oraz Kolno znajdowały się w granicach miasta Chełmna i były one przeznaczone na pastwiska oraz role. W wyniku pisemnego zarządzenia dla obu wsi miały one prawo do pozyskiwania drewna na budulec oraz na opał oprócz rosnących w okolicy dębów. Pismo polecało także aby każdy mieszkaniec wsi nie posiadał więcej niż 3 łany, na których mógł gospodarować jeden gospodarz lub dwóch zagrodników. Wolno im było także karczować drzewa z wyjątkiem dębów na własne potrzeby ale nie na sprzedaż. Wsie miały utrzymywać także ule pszczele w połowie należących do wsi, a drugiej połowie do miasta Chełmno. Zalecono również aby sołtys powiększał rocznie ilość uli o dwa kolejne.
W 1396 rada miasta Chełmna zawarła układ z kapitułą chełmińską dotyczącą korca biskupiego w wyniku czego określono, że wieś Podwiesk miała go dawać od 2 pługów. W 1505 terytorium miasta Chełmna wraz ze wsią Podwiesk przeszła pod władzę biskpstwa chełmińskiego i leżała w powiecie chełmińskim województwa chełmińskiego Korony Królestwa Polskiego. W 1534 biskup chełmiński Jan Dantyszek nadał miastu Wąbrzeźno opuszczoną wieś Podwiesk liczącą 20 łanów.